# Jimmy Gatete
Jean-Michel Gatete, plus connu sous le nom de Jimmy Gatete (né le 11 décembre 1982 à Bujumbura au Burundi) est un joueur de football international rwandais, qui évoluait au poste d'attaquant.

## Biographie

### Carrière en club
Jean-Michel Gatete joue au Rwanda, en Afrique du Sud, et en Éthiopie. Il remporte au cours de sa carrière plusieurs titres de champion et plusieurs Coupes nationales. Il participe à la Ligue des champions d'Afrique.

### Carrière en sélection
Jean-Michel Gatete joue en équipe du Rwanda entre 2001 et 2009. Il reçoit notamment 26 sélections entre 2002 et 2009, inscrivant deux buts.
Le 17 juin 2007, il inscrit un but contre le Cameroun, lors d'un match qualificatif pour la Coupe d'Afrique des nations 2008.
Il participe avec l'équipe du Rwanda à la Coupe d'Afrique des nations 2004 organisée en Tunisie. Lors de cette compétition, il joue trois matchs : contre la Tunisie, la Guinée, et la RD Congo.

## Palmarès
| - Championnat du Rwanda (3) - Champion : 2003, 2006 et 2006-07. - Coupe du Rwanda (3) : - Vainqueur : 2002, 2006 et 2006-07. |  | - Coupe Kagame (1) : - Vainqueur : 2007. - Finaliste : 2005. |

| - Championnat d'Éthiopie (1) : - Champion : 2009-10. - Coupe d'Éthiopie : - Finaliste : 2009-10. |  | - Supercoupe d'Éthiopie (1) : - Vainqueur : 2010. |